# Municipio de Guelph
El municipio de Guelph (en inglés: Guelph Township) es un municipio ubicado en el condado de Sumner en el estado estadounidense de Kansas. En el año 2010 tenía una población de 184 habitantes y una densidad poblacional de 1,3 personas por km².

## Geografía
El municipio de Guelph se encuentra ubicado en las coordenadas 37°3′52″N 97°18′38″O / 37.06444, -97.31056. Según la Oficina del Censo de los Estados Unidos, el municipio tiene una superficie total de 141.43 km², de la cual 141,43 km² corresponden a tierra firme y (0 %) 0 km² es agua.

## Demografía
Según el censo de 2010, había 184 personas residiendo en el municipio de Guelph. La densidad de población era de 1,3 hab./km². De los 184 habitantes, el municipio de Guelph estaba compuesto por el 91,3 % blancos, el 0,54 % eran asiáticos, el 4,89 % eran de otras razas y el 3,26 % eran de una mezcla de razas. Del total de la población el 5,98 % eran hispanos o latinos de cualquier raza.